# Augsburger Panther
Az Augsburger Panther egy német jégkorongcsapat Augsburgban. A csapat a Deutsche Eishockey Ligában játszik.

## Története
A klubot 1878-ban alapították Augsburger EV néven.

### Korábban használt nevek
- 1878–1945 – Augsburger EV
- 1945–1953 – HC Augsburg Yellow Tigers
- 1953–1962 – Augsburger ERV
- 1962–1994 – Augsburger EV
- 1990–napjainkig – Eisbären Berlin

## Helyezések
Deutsche Eishockey Liga: 2. helyezett (2009-10)